# 牧场物语3 燃起心中的热火
《牧场物语3 燃起心中的热火》是一款由勝利互動軟件公司制作的農場題材模拟游戏。本游戏最初于2001年7月5日在日本地区 PlayStation 2 发行。

## 評價
《牧场物语3》收到多数正面评价。GameRankings和Metacritic给予本游戏76%和76/100的分数。